# Mukwonago
Mukwonago is een plaats (village) in de Amerikaanse staat Wisconsin, en valt bestuurlijk gezien onder Walworth County en Waukesha County.

## Demografie
Bij de volkstelling in 2000 werd het aantal inwoners vastgesteld op 6162. In 2006 is het aantal inwoners door het United States Census Bureau geschat op 6815, een stijging van 653 (10,6%).

## Geografie
Volgens het United States Census Bureau beslaat de plaats een oppervlakte van 12,6 km², waarvan 12,2 km² land en 0,4 km² water. Mukwonago ligt op ongeveer 249 m boven zeeniveau.

## Plaatsen in de nabije omgeving
De onderstaande figuur toont nabijgelegen plaatsen in een straal van 12 km rond Mukwonago.